# Bopyrina
Bopyrina es un género de crustáceo isópodo marino de la familia Bopyridae.

## Especies
- Bopyrina abbreviata Richardson, 1904
- Bopyrina choprae Nierstrasz & Brender à Brandis, 1929
- Bopyrina gigas Nierstrasz & Brender à Brandis, 1923
- Bopyrina ocellata Czerniavsky, 1868
- Bopyrina sewelli Chopra, 1930